# Kilmartin Stones

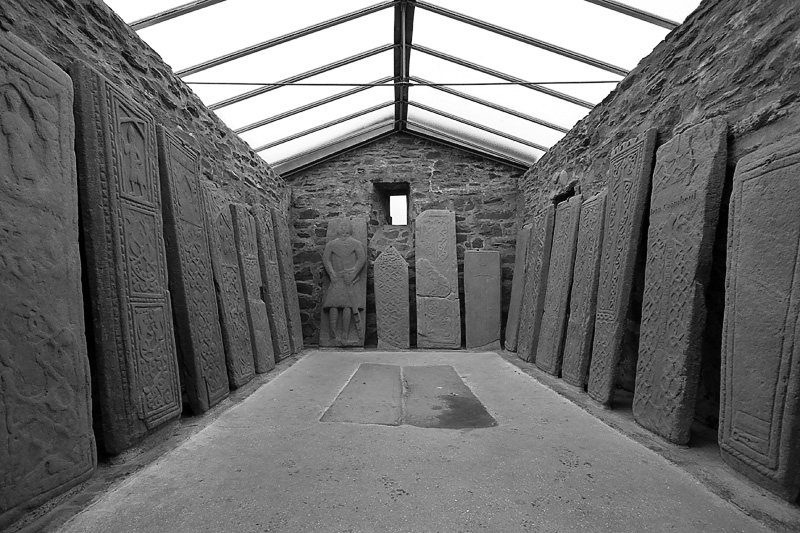
Die Kilmartin Stones

Die Kilmartin Stones sind eine Ansammlung von 79 alten Grabplatten (Ausnahme ist die Platte einer Grabkiste) die unter einem Schutzdach im Dorf Kilmartin, in Argyll and Bute, in Schottland stehen. Die frühesten stammen aus dem 13. oder 14. Jahrhundert, die jüngsten stammen aus den Jahren 1707 und 1712.

## Beschreibung
Ursprünglich bedeckten die flach liegenden mittelalterlichen Platten Gräber. Nach der Reformation wurden viele versetzt und im Jahr 1956 wurden sie in ein ehemaliges Mausoleum auf dem Friedhof verbracht, um sie vor Abwitterung zu schützen. Die frühen Steine (bis Anfang des 14. Jahrhunderts) waren das Werk irischer Steinmetze von Iona. Die meisten Steine gelten als Werke von Steinmetzen vom Loch Awe. Auf dem Poltalloch Estate wurden sieben solcher Grabsteine gefunden. 
Die Symbolik, der in die chronologisch geordneten Platten gehauenen Motive ist Gegenstand von Diskussionen und Spekulationen. Viele tragen Schwerter oder Claymores. Einige Steine tragen umlaufende Muster aus sich windenden oder verflochtenen Blättern. Einige zeigen bewaffnete Männer. Andere Motive sind Kreuze, Tiere und Scheren; ein Kamm erscheint mit einer Schere auf einem Stein. Es wurde vermutet, dass einige der Platten dem Andenken an Templer gewidmet sein könnten, aber dies ist unbelegt.

Kilmartin Stones
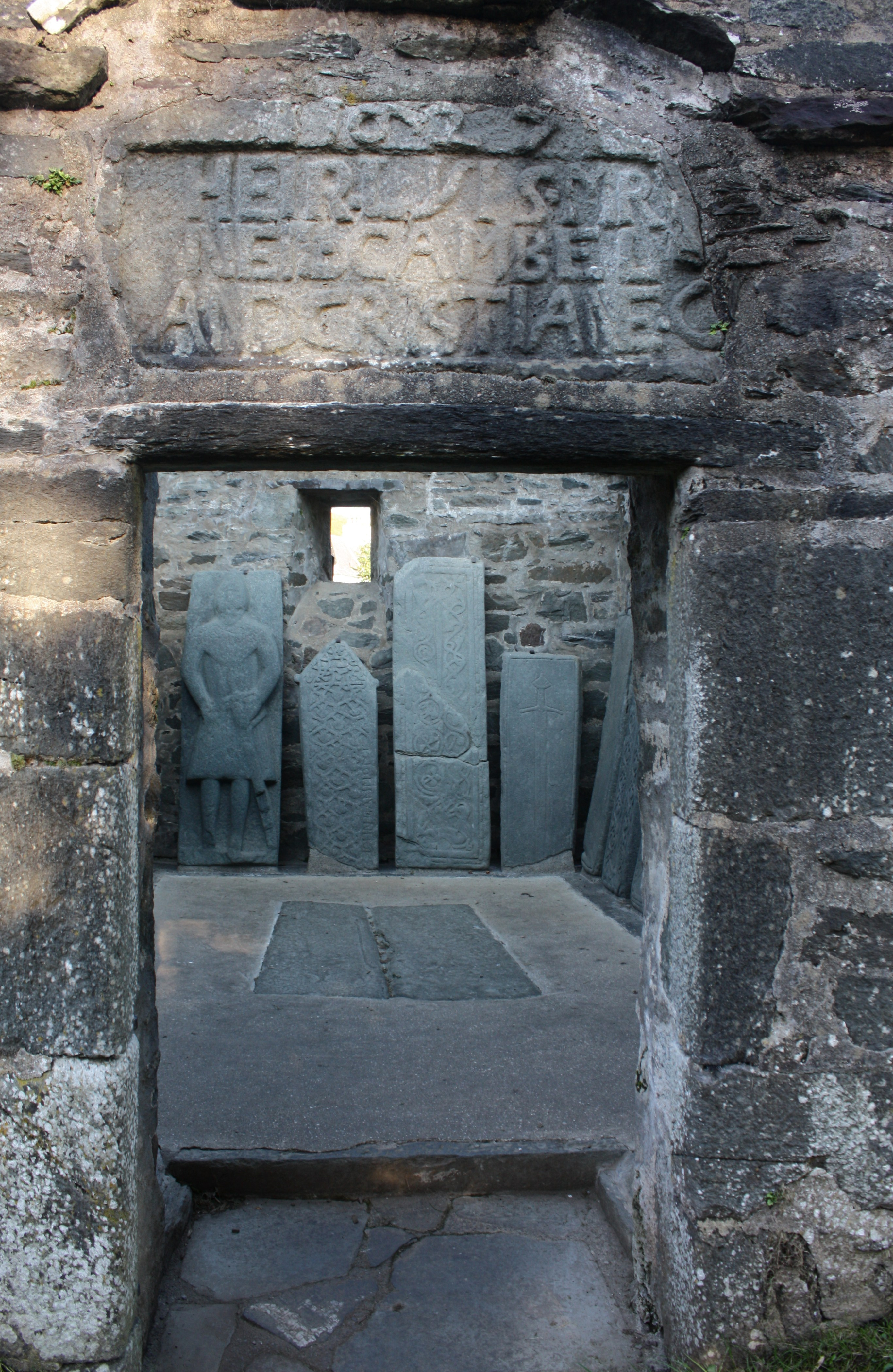
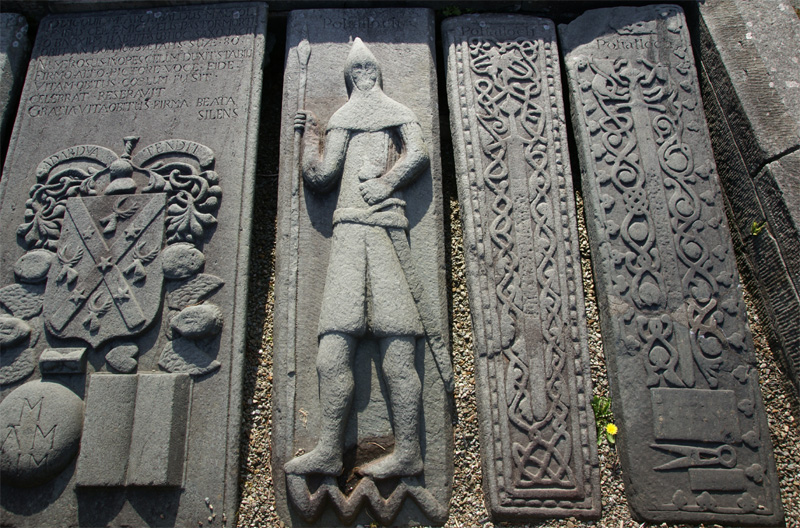
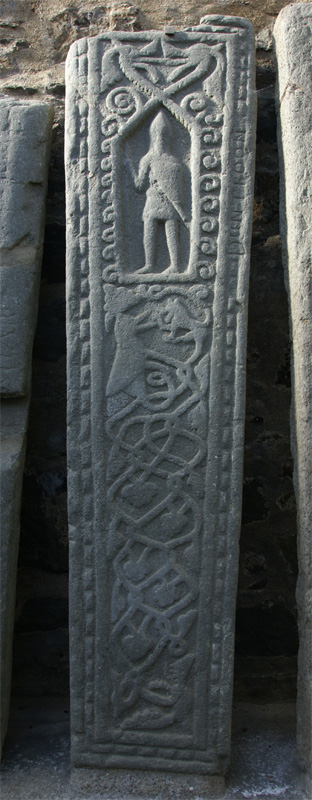
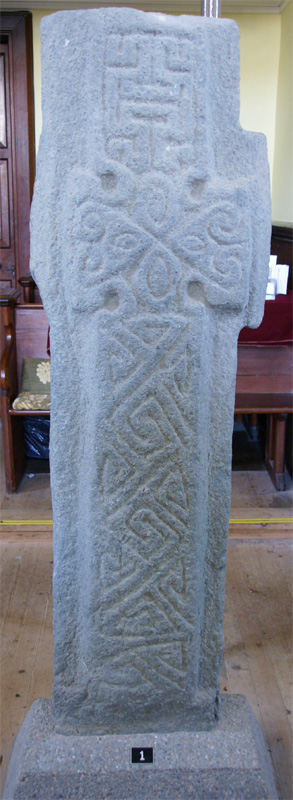

Die Kilmartin Stones werden von Historic Scotland verwaltet. Weitere Grabsteine sind in der Kilmory Knap Chapel und der Keils Chapel beide in Knapdale, der Iona Abbey, der Ardchattan Priory und der Skipness Chapel (alle in Argyll and Bute) zu sehen.
In der Kirche des Dorfes steht eine Cross Slab.